# (333508) Voiture
(333508) Voiture est un astéroïde de la ceinture principale.

## Description
(333508) Voiture est un astéroïde de la ceinture principale. Il fut découvert en France le 31 mai 2005 à l'Observatoire de Saint-Sulpice. Il présente une orbite caractérisée par un demi-grand axe de 2,25 UA, une excentricité de 0,14 et une inclinaison de 7,81° par rapport à l'écliptique.
Il fut nommé en hommage à Vincent Voiture (1597-1648), poète français qui fut aussi un des premiers membres de l'Académie française.

## Compléments